# Bennington (Nou Hampshire)
Bennington és una població dels Estats Units a l'estat de Nou Hampshire. Segons el cens del 2000 tenia 1.401 habitants.

## Demografia
Segons el cens del 2000, Bennington tenia 1.401 habitants, 552 habitatges, i 356 famílies. La densitat de població era de 48,9 habitants per km².
Dels 552 habitatges en un 34,1% hi vivien nens de menys de 18 anys, en un 52% hi vivien parelles casades, en un 8% dones solteres, i en un 35,5% no eren unitats familiars. En el 26,8% dels habitatges hi vivien persones soles el 5,4% de les quals corresponia a persones de 65 anys o més que vivien soles. El nombre mitjà de persones vivint en cada habitatge era de 2,54 i el nombre mitjà de persones que vivien en cada família era de 3,18.
Per edats la població es repartia de la següent manera: un 28,6% tenia menys de 18 anys, un 7% entre 18 i 24, un 33,5% entre 25 i 44, un 22,8% de 45 a 60 i un 8,1% 65 anys o més.
L'edat mediana era de 35 anys. Per cada 100 dones de 18 o més anys hi havia 99,8 homes.
La renda mediana per habitatge era de 46.150$ i la renda mediana per família de 52.153$. Els homes tenien una renda mediana de 34.063$ mentre que les dones 26.734$. La renda per capita de la població era de 19.675$. Entorn del 8,4% de les famílies i el 7,9% de la població estaven per davall del llindar de pobresa.